# Akademikerpartiet i Linköping
Akademikerpartiet i Linköping var ett lokalt politiskt parti i Linköpings kommun. Partiet var representerat i Linköpings kommunfullmäktige under mandatperioden 1994–1998.
Partiets ideella förening avregistrerades 2008.

## Valresultat
| År   | Röster | %   | Mandat |
| ---- | ------ | --- | ------ |
| 1994 | 1 291  | 1,5 | 1 / 71 |

Partibeteckningen var Akademikerpartiet.